# Music Week
Music Week (укр. Музичний тиждень) — британський журнал, присвячений музичній індустрії.
Перший номер журналу, що спочатку мав назву Record Retailer (укр. Продавець записів), вийшов 1959 року. На той момент це було єдине видання у Великій Британії, повністю присвячене індустрії виробництва та поширення музичних записів. 1972 року його було перейменовано на Music Week. 1981 року до тематики журналу додалася відеоіндустрія, через що назва змінилася на Music and Video Week, але за два роки сталося розділення видання на два — Music Week та Video Week. 1991 року журнал поглинув тижневик Record Mirror, який був більше орієнтований на споживачів музики, але менше з цим основний фокус Music Week залишився без змін — галузеве видання для виробників музичної продукції.
Серед матеріалів Music Week — останні новини музичної індустрії, аналітичні звіти, огляди церемоній нагород та музичних премій, публікація останніх музичних трендів та хіт-парадів. 